# Олеников, Николай Владимирович
Никола́й Влади́мирович Оле́ников (фамилия при рождении — Оле́йник; 24 мая 1975, село Правокумское, Ставропольский край) — российский футболист, защитник.
Воспитанник ставропольского футбола. Известен по выступлениям за клуб «Ротор», где отыграл тринадцать сезонов. В составе «Ротора» стал серебряным призёром чемпионата России 1997, двукратным победителем зоны «Юг» второго дивизиона России, а также двукратным полуфиналистом Кубка России. Сыграл восемь матчей в Кубке УЕФА. Выступал за молодёжную и национальную сборную России. Входит в список 100 гвардейцев российского футбола.

## Биография
Отец был инструктором по спорту и играл в футбол на первенство края на позиции вратаря. Он очень хотел, чтобы сын пошёл по его стопам и совсем маленьким брал его на матчи своей команды, прививая любовь к спорту и футболу.
До восьми лет у Николая была другая фамилия — Олейник, потом отец Николая в поселковом регистрационном отделе изменил фамилию на Олеников.
В 1983 году семья переехала из села в Ставрополь, где отец отвёл Николая в ДЮСШ «Динамо», где он занимался с восьми до 13 лет, поначалу совмещая футбол с тренировками по плаванию и дзюдо. Первый тренер — Вадим Борисович Соколов.
В 14 лет поступил в интернат ставропольского училища олимпийского резерва, где занимался под руководством Николая Васильевича Швыдкого.

### Клубная карьера

#### Первые клубы
В 1992 году выступал в астраханском «Астратексе» и «Бештау» Лермонтов. В 1993 году играл в «Нарте» Черкесск, покинув который, полсезона играл в первенстве коллективов физкультуры. После просмотра был забракован тренерами дубля «Динамо» Ставрополь. В 1994 году играл в минераловодском «Локомотиве», где стал получать больше игровой практики и по окончании сезона был приглашён в ставропольское «Динамо».
Вот там-то и произошел перелом. Сам почувствовал, как прибавляю, и оставил сомнения позади. Долгожданное приглашение в Ставрополь стало достойной наградой за то, что не опустил руки в трудной ситуации. Меня вообще нельзя отнести к категории людей, которым многое дается быстро и легко. Приходится постоянно бороться за «место под солнцем».Николай Олеников
Всего в первых четырёх клубах Олеников провёл 35 матчей, в которых забил один гол.

#### «Динамо» (Ставрополь)
В «Динамо» отыграл два года. Выступал как за дубль, так и за основной состав. В 1995 году провёл за дубль 18 матчей, в 1996 году — 9 матчей. За основной состав в 1995 году выходил на замены, в 1996 году был игроком основного состава.
Всего за основной состав сыграл 29 матчей, в которых проявил себя как перспективный футболист.

#### «Ротор»
Обратить внимание на молодого, талантливого защитника «Ротору» посоветовал председатель Федерации футбола Ставропольского края Геннадий Иванович Тиранов. Ещё в 1995 году, играя за ставропольское «Динамо» в Волжском, Олеников привлёк внимание руководителей волгоградского клуба, но приглашение приехать поступило через полтора года.
В 1996 году Борис Стукалов, который был главным тренером ставропольского «Динамо» до 1995 года, отправился работать в волгоградский «Ротор». Он и посоветовал главному тренеру волжан Виктору Прокопенко пригласить в команду молодого защитника, а сам принял непосредственное участие в переходе Оленикова в стан «Ротора».
На протяжении всего 1996 года селекционеры волгоградского клуба внимательно следили за игрой Оленикова. Его просматривали Александр Никтин, Юрий Марушкин и Рохус Шох. В результате в конце 1996 года Олеников был приглашён на селекционный сбор, где его впервые увидел Виктор Прокопенко.
Провёл в составе «Ротора» две контрольные встречи и оказался на седьмом небе от счастья, когда сказали, что остаюсь. Не верил, что я, выступавший в первой лиге, окажусь в одном из сильнейших тогда клубов России, чьи игры в чемпионате страны и международные победы наблюдал только по телевизору.Николай Олеников
Олеников произвёл на тренерский штаб благоприятное впечатление, и я поехал в Ставрополь договариваться о его переходе в «Ротор». Даже сам Николай не знал всех этих подробностей и не догадывался, что за ним столько времени следили, перед тем как пригласить в «Ротор».Рохус Шох
В команде дебютировал 15 апреля 1997 года в матче Кубка России против ФК «Автозапчасть». В высшей лиге дебютировал 24 мая 1997 года в матче против московского «Динамо», выйдя на замену за четыре минуты до конца матча вместо Дениса Зубко.
В «Роторе» провёл свои лучшие годы карьеры. Стал серебряным призёром чемпионата России 1997. Всего в чемпионате России провёл более двухсот матчей, принимал участие в матчах Кубка УЕФА, приглашался в молодёжную и национальную сборную России.

#### «Ростов»
Когда «Ротор» покинул премьер-лигу, на его место поднялась томская «Томь», тренером которой был Борис Стукалов. Он пригласил Оленикова на предсезонный сбор. Олеников провёл с «Томью» первый предсезонный сбор в Москве и когда уже дал предварительное согласие на переход, ему позвонили и сообщили, что его документы уже в «Ростове», а в Томск никакие документы не пришли, и ему надо прибыть в расположение этого клуба для оформления последних формальностей по переходу туда.
В «Ростове» отыграл два сезона. Первый провёл практически полностью, во втором сыграл всего лишь два матча в чемпионате.

#### «Сибирь» (Новосибирск)
В 2007 году перешёл в новосибирскую «Сибирь», который возглавил Владимир Файзулин. В «Сибири» отыграл полтора года. Когда до конца контракта оставалось полгода, в клуб пришёл новый главный тренер — Сергей Оборин, который захотел видеть в команде других игроков, в том числе и на позиции защитников. Олеников был выставлен на трансфер, и вскоре поступило предложение из Хабаровска.

#### «СКА-Энергия»
В середине сезона 2008 «СКА-Энергию» возглавил Владимир Файзулин, поэтому Олеников согласился перейти в клуб. В «СКА-Энергии», как и в «Сибири», отыграл полтора года. Всего в составе хабаровчан принял участие в 49 матчах.

#### Возвращение в «Ротор»

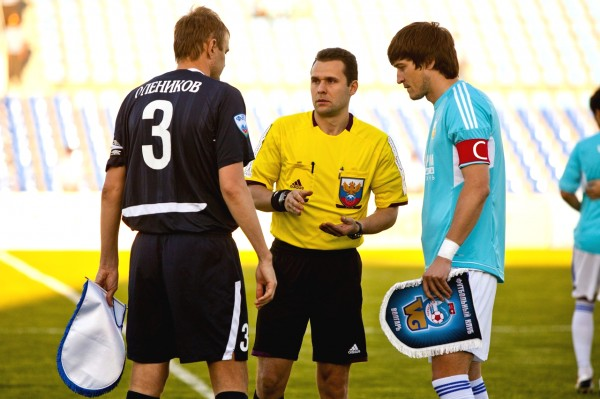
Капитан команды «Ротор» Николай Олеников (слева) перед матчем с ФК «Волгарь»

В конце 2009 года в Волгограде возрождался ФК «Ротор». К сезону 2010 собиралась новая команда на базе ФК «Волгоград». В эту команду был приглашён и Олеников, который отыграл в Волгограде три сезона, в которых неоднократно выводил команду на поле с капитанской повязкой. В сезоне 2011/2012 стал победителем второго дивизиона зоны «Юг» и вывел команду в ФНЛ.
После окончания сезона 2012/2013 с 38-летнему Оленикову предложили расстаться, так как и клуб брал курс на омоложение состава. Ему предложили работать в системе «Ротора», но он захотел продолжить карьеру футболиста.

#### «Север»
В начале июля 2013 года перешёл в ФК «Север» Мурманск, где главным тренером работал Валерий Есипов, с которым Олеников играл в ФК «Ротор». Контракт подписан на один год с возможностью продления по обоюдному согласию.
15 июля 2013 года дебютировал в ФК «Север». В конце первого тайма матча против ФК «Вологда» получил разрыв крестообразных связок колена и был заменён. Весной был прооперирован, но в мурманский клуб уже не вернулся, так как команда была расформирована.

#### «Анапа»
После долгого восстановления от травмы, в 2015 году выступал в чемпионате Краснодарского края за ФК «Анапа». В составе этого клуба забил шесть голов и стал победителем чемпионата. По итогам первенства был признан лучшим защитником и был включен в символическую сборную турнира. Также в составе «Анапы» стал обладателем кубка Краснодарского края.

#### Второе пришествие в «Ротор»
В феврале 2016 года во второй раз вернулся в «Ротор». Так как по итогам сезона 2015 «Ротор» получил право на выступлении во втором дивизионе, до начала первенства оставалось ещё полгода. Это время Олеников вместе с командой провёл в первенстве третьего дивизиона. В сезоне 2016/2017 стал двукратным победителем второго дивизиона зоны «Юг» и вывел команду в ФНЛ.
Всего за «Ротор» отыграл 13 сезонов, в которых провёл 328 матчей (+1 аннулированный) в чемпионатах России (19 голов), 27 матча в кубке России (3 гола), 8 матчей в кубке УЕФА, 4 матча в кубке Премьер-Лиги, 3 матча в кубке ФНЛ и 2 матча в Кубке дальневосточных чемпионов.

### В сборной
В 1998 году принимал участие в неофициальных матчах за молодёжную сборную России против клубных команд разных стран.
Сыграл два товарищеских матча в составе сборной России. В 2002 году вышел на замену за 20 минут до конца матча против сборной Швеции. Ещё один раз принял участие в неофициальной игре в 2004 году, в которой отыграл все 90 минут против олимпийской сборной Японии.

## Позиция на поле и стиль игры
В детстве играл на разных позициях. Чаще всего тренеры молодёжных команд предпочитали использовать его в полузащите. Отец и старший брат Николая советовали ему стать вратарём, так как сами играли на этой позиции. В результате выбор помогли сделать его физические данные. Обладал высоким ростом, хорошим прыжком, быстрой реакцией и хорошей стартовой скоростью.
При игре команды в четыре защитника располагался в центре обороны, преимущественно на позиции левого центрального защитника. При игре команды в три защитника располагался слева.
Из сильных качеств Оленикова можно выделить игру головой. Это качество, при его высоком росте, полезно как при игре в обороне, так и при стандартных положениях (угловой или штрафной удар) у ворот соперника, подключаясь к которым он неоднократно забивал мячи. Также можно отметить дисциплинированность. За более чем двадцатилетнюю карьеру на позиции защитника, он получил всего несколько красных карточек.

## Статистика

### Клубная
| Команда               | Сезон            | Чемпионат        | Чемпионат | Чемпионат | Кубок | Кубок | Еврокубки | Еврокубки | Итого | Итого |
| Команда               | Сезон            | Уров.            | Игры      | Голы      | Игры  | Голы  | Игры      | Голы      | Игры  | Голы  |
| --------------------- | ---------------- | ---------------- | --------- | --------- | ----- | ----- | --------- | --------- | ----- | ----- |
| Астратекс             | 1992             | III              | 3         | 0         | 0     | 0     | —         | —         | 3     | 0     |
| Бештау                | 1992             | III              | 2         | 0         | 0     | 0     | —         | —         | 2     | 0     |
| Нарт                  | 1993             | II               | 4         | 0         | 0     | 0     | —         | —         | 4     | 0     |
| Локомотив (МВ)        | 1994             | IV               | 26        | 1         | —     | —     | —         | —         | 26    | 1     |
| Динамо (Ставрополь)   | 1995             | II               | 9         | 0         | 0     | 0     | —         | —         | 9     | 0     |
| Динамо (Ставрополь)   | 1996             | II               | 19+1      | 0         | 1     | 0     | —         | —         | 20    | 0     |
| Динамо (Ставрополь)   | Итого            | Итого            | 28        | 0         | 1     | 0     | —         | —         | 29    | 0     |
| Динамо-д (Ставрополь) | 1995             | IV               | 20        | 1         | —     | —     | —         | —         | 4     | 0     |
| Динамо-д (Ставрополь) | 1996             | IV               | 9         | 0         | —     | —     | —         | —         | 29    | 1     |
| Динамо-д (Ставрополь) | Итого            | Итого            | 29        | 1         | —     | —     | —         | —         | 29    | 1     |
| Ротор-2               | 1997             | IV               | 4         | 0         | —     | —     | —         | —         | 4     | 0     |
| Ротор-2               | 1998             | III              | 2         | 0         | —     | —     | —         | —         | 2     | 0     |
| Ротор-2               | 1999             | III              | 1         | 0         | —     | —     | —         | —         | 1     | 0     |
| Ротор-2               | 2000             | III              | 5         | 1         | —     | —     | —         | —         | 5     | 1     |
| Ротор-2               | Итого            | Итого            | 12        | 1         | —     | —     | —         | —         | 12    | 1     |
| Ротор                 | 1997             | I                | 19        | 0         | 2     | 1     | 6         | 0         | 27    | 1     |
| Ротор                 | 1998             | I                | 26        | 3         | 5     | 1     | 2         | 0         | 33    | 4     |
| Ротор                 | 1999             | I                | 28+1      | 1         | 2     | 0     | —         | —         | 30    | 1     |
| Ротор                 | 2000             | I                | 22        | 1         | 2     | 0     | —         | —         | 24    | 1     |
| Ротор                 | 2001             | I                | 29        | 4         | 0     | 0     | —         | —         | 29    | 4     |
| Ротор                 | 2002             | I                | 26        | 1         | 0     | 0     | —         | —         | 26    | 1     |
| Ротор                 | 2003             | I                | 28        | 2         | 4     | 0     | —         | —         | 32    | 2     |
| Ротор                 | 2004             | I                | 28        | 0         | 4     | 1     | —         | —         | 32    | 1     |
| Ротор                 | Итого            | Итого            | 206       | 12        | 19    | 3     | 8         | 0         | 233   | 15    |
| Ростов                | 2005             | I                | 29        | 1         | 3     | 0     | —         | —         | 32    | 1     |
| Ростов                | 2006             | I                | 2         | 0         | 2     | 0     | —         | —         | 4     | 0     |
| Ростов                | Итого            | Итого            | 31        | 1         | 5     | 0     | —         | —         | 36    | 1     |
| Сибирь                | 2007             | II               | 34        | 3         | 2     | 0     | —         | —         | 36    | 3     |
| Сибирь                | 2008             | II               | 17        | 1         | 1     | 0     | —         | —         | 18    | 1     |
| Сибирь                | Итого            | Итого            | 51        | 4         | 3     | 0     | —         | —         | 54    | 4     |
| СКА-Энергия           | 2008             | II               | 18        | 0         | 1     | 0     | —         | —         | 19    | 0     |
| СКА-Энергия           | 2009             | II               | 29        | 0         | 1     | 0     | —         | —         | 30    | 0     |
| СКА-Энергия           | Итого            | Итого            | 47        | 0         | 2     | 0     | —         | —         | 49    | 0     |
| Ротор                 | 2010             | II               | 31        | 0         | 1     | 0     | —         | —         | 32    | 0     |
| Ротор                 | 2011/2012        | III              | 33        | 3         | 2     | 0     | —         | —         | 35    | 3     |
| Ротор                 | 2012/2013        | II               | 29        | 1         | 0     | 0     | —         | —         | 29    | 1     |
| Ротор                 | Итого            | Итого            | 93        | 4         | 3     | 0     | —         | —         | 96    | 4     |
| Север                 | 2013/2014        | III              | 1         | 0         | 0     | 0     | —         | —         | 1     | 0     |
| Ротор-Волгоград-2     | 2016             | IV               | 9         | 1         | 4     | 0     | —         | —         | 13    | 1     |
| Ротор-Волгоград       | 2016/2017        | III              | 20        | 2         | 1     | 0     | —         | —         | 21    | 2     |
| Ротор-Волгоград-2     | 2017/2018        | III              | 0         | 0         | 0     | 0     | —         | —         | 0     | 0     |
| Всего за карьеру      | Всего за карьеру | Всего за карьеру | 562       | 27        | 38    | 3     | 8         | 0         | 608   | 30    |

### В сборной
| Матчи Николая Оленикова за сборную России | Матчи Николая Оленикова за сборную России | Матчи Николая Оленикова за сборную России | Матчи Николая Оленикова за сборную России | Матчи Николая Оленикова за сборную России | Матчи Николая Оленикова за сборную России |
| ----------------------------------------- | ----------------------------------------- | ----------------------------------------- | ----------------------------------------- | ----------------------------------------- | ----------------------------------------- |
| №                                         | Дата                                      | Оппонент                                  | Счёт                                      | Голы                                      | Соревнование                              |
| 1                                         | 21 августа 2002                           | Швеция                                    | 1:1                                       | -                                         | Товарищеский матч                         |
| н/о                                       | 11 февраля 2004                           | Япония (олимп.)                           | 1:1                                       | -                                         | Товарищеский матч                         |

Итого: 2 матча / 0 голов; 0 побед, 2 ничьих, 0 поражений.

## Достижения

### Командные
- Серебряный призёр чемпионата России: 1997.
- Двукратный победитель второго дивизиона (зона «Юг»): 2011/2012, 2016/2017.
- Двукратный полуфиналист кубка России.
- Обладатель кубка Дальневосточных Чемпионов: 1998.
- Победитель чемпионата Краснодарского края: 2015.

## Личная жизнь
Женился в ноябре 2000 года. Супруга — Ольга, коренная волгоградка. Сын — Денис (2005 г. р.).